# Lo Valledor (estación del Metro de Santiago)
Lo Valledor es una estación ferroviaria subterránea que forma parte de la red del Metro de Santiago de Chile. Se ubica entre las estaciones Cerrillos y Presidente Pedro Aguirre Cerda de la  Línea 6.

## Características y entorno
Esta estación intermodal permite a los pasajeros combinar directamente con trenes del servicio Tren Nos-Estación Central. La combinación con el servicio de trenes contribuye a reducir la cantidad de pasajeros que, a falta de otra alternativa, debían hacer transbordo en  Estación Central, lo que permite reducir la carga sobre la Línea 1.

### Accesos
| Acceso | Intersección                                |
| ------ | ------------------------------------------- |
| A      | Av. Alcalde Carlos Valdovinos con Av. Maipú |

## MetroArte
La estación cuenta con dos proyectos de MetroArte en su interior, ambos relacionados con el mercado de Lo Valledor. El primero se titula A Puro Corazón y fue realizado por Ian Pierce, el cual representa en él las pasiones que tienen las personas que trabajan día a día en el recinto, representado en corazones cuyas venas y arterias salen de los cuerpos de los personajes y se transforman en ramas. Cada personaje está fue hecho en madera, mientras que el resto de la obra está compuesto de mosaicos y cerámica.
La otra obra se llama Valle Nuestro y se trata de un mural que representa en un sentido más histórico lo que es Lo Valledor, retratando los cultivos que se comercializan en el mercado y a personas que trabajan ya directamente en el recinto.
Ambas obras fueron instaladas en 2018, año que coincide con el 50° aniversario de la inauguración del mercado.

## Origen etimológico
Su nombre y pictograma hacen referencia al mercado hortofrutícola Lo Valledor, ubicado en las proximidades a la estación. 
En los primeros planes publicados figuraba bajo la denominación Maestranza, dada su cercanía con la Maestranza San Eugenio, perteneciente a la Empresa de los Ferrocarriles del Estado, sin embargo, en enero de 2012, al anunciarse una modificación del trazado de la Línea 6, la estación pasó a denominarse Lo Valledor, debido a su cercanía con el mercado homónimo.

## Galería

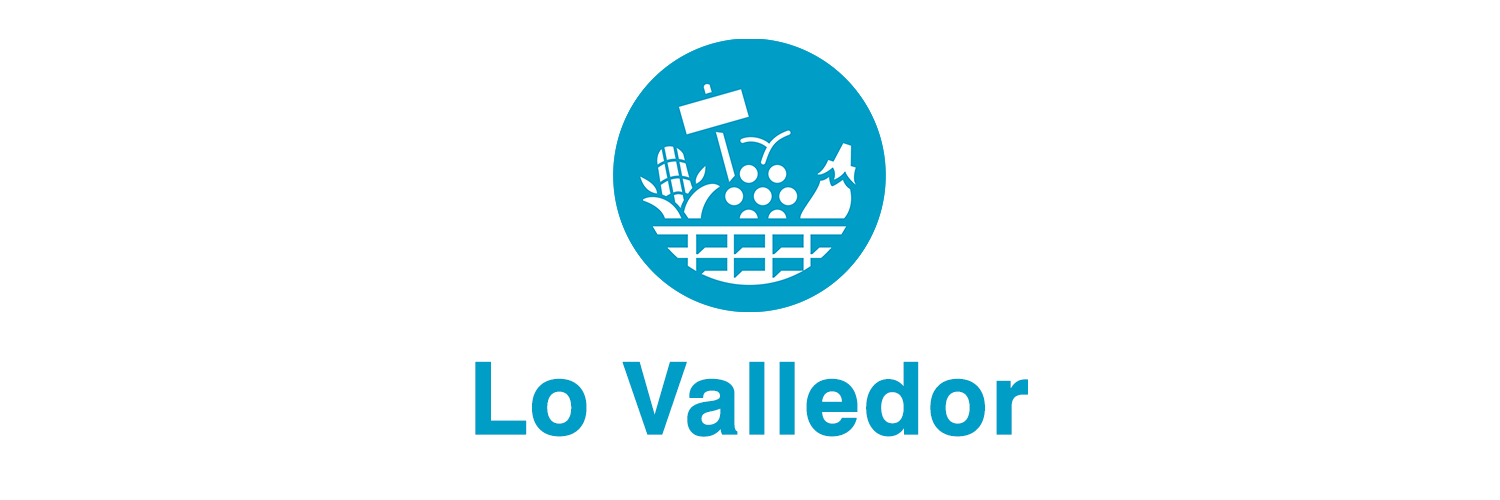
Cenefa utilizada en los andenes de la estación.

## Conexión con Red Metropolitana de Movilidad
La estación posee 5 paraderos de la Red Metropolitana de Movilidad en sus alrededores, los cuales corresponden a:
| Paradero / Código                                             | Recorridos |
| ------------------------------------------------------------- | --- |
| Parada 1 / Metro Lo Valledor (PH94)                           | 105c (Metro Lo Valledor) - 113 (Metro Los Héroes) - 115 (Metro Los Héroes) - 125 (Metro Universidad de Chile) - H07 (Metro Ñuble)   |
| Parada 2 / Metro Lo Valledor (PH108)                          | 105c (Lo Espejo) - 113 (Ciudad Satélite) - 115 (Villa El Abrazo) - 125 (Lo Espejo) - H07 (Metro Lo Ovalle) - I01 (Villa Los Héroes) |
| Av. Alc. Carlos Valdovinos / esq. Central Nino García (PH95)  | 105c (Fin de recorrido) - 113 (Metro Los Héroes) - 115 (Metro Los Héroes) - 125 (Metro Universidad de Chile) - H07 (Metro Ñuble)    |
| Av. Alc. Carlos Valdovinos / esq. Central Nino García (PA573) | 105c (Lo Espejo) - 113 (Ciudad Satélite) - 115 (Villa El Abrazo) - 125 (Lo Espejo) - H07 (Metro Lo Ovalle) - I01 (Villa Los Héroes) |
| Central Nino García / esq. Av. Carlos Valdovinos (PH1650)     | 345 (Lo Espejo) - H07 (Metro Lo Ovalle) - H07 (Metro Ñuble)                                                                         |